# NTS – Bund der russischen Solidaristen

Logo des NTS

NTS – Bund der russischen Solidaristen e. V. (russisch Народно-Трудовой Союз российских солидаристов, Narodno-Trudowoj Sojus rossijskich solidaristow; wörtliche Übersetzung: Volksarbeitsbund der russischen Solidaristen) ist eine Organisation von Russen im Exil, in Deutschland als Verein unter dem Namen NTS – Bund der russischen Solidaristen e. V. eingetragen. Sitz des Vereins ist Frankfurt am Main.

## Entstehung
Vorläufer der Bewegung war der exilrussische Bund der russischen nationalen Jugend (russ.: Союз русской национальной молодёжи; Sojuz russkoj nazional’noj molodeschi) (SRNM). Dieser Verband mehrerer exilrussischer Jugendorganisationen wurde im Jahr 1929 umbenannt in Nationaler Bund der russischen Jugend im Ausland (russ.: Национальный союз русской молодёжи за рубежом; Nazional’nyj sojus russkoj molodeschi sa rubeschom) (NSRM). Am 1. Juni 1930 wurde auf dem ersten Kongress exilrussischer Jugendorganisationen und -verbände in Belgrad der NSRM als Gesamtverband der exilrussischen Jugendverbände in Jugoslawien, Frankreich, Deutschland, Bulgarien, den Niederlanden und anderen Ländern anerkannt, sein Vorstand gewählt und eine Satzung sowie erste ideologische Richtlinien formuliert. Auf dem zweiten Jugendkongress in Belgrad im November 1931 wurde der Verband umbenannt in Nationaler Bund der neuen Generation (russ.: Национальный Союз Нового Поколения; Nazional’nyj Sojus Nowogo Pokolenija) (NSNP). Gleichzeitig wurde bestimmt, dass künftig nur Personen, die nach 1895 geboren worden sind, dem Bund beitreten durften, womit man ihn vom Einfluss der Vertreter der vorrevolutionären russischen Parteien schützen wollte, die man teilweise für die Entwicklung in Russland verantwortlich machte.

## 1930–1945
Ziel des NSNP war der Sturz der bolschewistischen Herrschaft in Russland, wozu Agenten in die Sowjetunion eingeschleust wurden, um dort nach Gleichgesinnten zu suchen und Widerstandszellen aufzubauen. Hinsichtlich der möglichen Staatsform eines künftigen freien Russlands vertrat der NSNP das Konzept eines korporativen Staates. In den Jahren des Zweiten Weltkrieges wurde dieser Begriff durch die Idee des Solidarismus verdrängt.
Im Jahr 1936 wurde die Organisation erneut umbenannt und führte nun den Namen Nationaler Arbeitsbund der neuen Generation (russ. Национально-Трудовой Союз нового поколения; Nazional’no-Trudowoj Sojus nowogo pokolenija) (NTSNP).
Um in Deutschland einer Einflussnahme durch die nationalsozialistischen Behörden zu entgehen, löste sich die deutsche Sektion des NSNP im Juli 1938 freiwillig auf, setzte ihre Aktivitäten jedoch informell fort.
Während des Deutsch-Sowjetischen Krieges gelang es vielen Mitgliedern des NSNP, der 1943 in Nationaler Arbeitsbund (russ.: Национально-Трудовой Союз; Nazional’no-Trudowoj Sojus) (NTS) umbenannt wurde, illegal in die von den Deutschen besetzten Gebiete Russlands zu gelangen. Seit Herbst 1941 gab es Untergrundgruppen der Organisation in Minsk und Witebsk, es folgten Gruppen in Smolensk, Pskow, Gattschina, Wjasma, Brjansk und Orjol. Ab Sommer 1942 konnten auch im Süden Untergrundgruppen gebildet werden, zum Beispiel in Kiew, Winniza, Dnipropetrowsk, Odessa, Kirowograd, Poltawa, auf der Krim, zeitweise sogar in Grosny. Die Gruppe in Smolensk arbeitete eng mit Boris Menschagin zusammen. Insgesamt arbeiteten im Jahr 1943 bis zu 120 NTS-Gruppen in 54 Orten. Einige Gruppen zählten zwei bis drei Personen, andere bis zu 15. Der NTS verbreitete in den besetzten Gebieten Flugblätter und Broschüren, in denen er zum Kampf für ein freies Russland aufrief.
Die deutschen Ausbildungslager in Zittenhorst und Wustrau, in denen qualifizierte russische Kriegsgefangene für den Verwaltungsdienst in den besetzten „Ostgebieten“ ausgebildet wurden, wurden vom NTS erfolgreich unterwandert, indem es ihm gelang, seine Mitglieder dort als Ausbilder einzuschleusen. Als Lehrmaterial getarnt, wurden dort Druckerzeugnisse des NTS hergestellt. Von circa 500 Auszubildenden konnten etwa 30 neue Mitglieder angeworben werden.
Der NTS arbeitete eng mit der Russischen Befreiungsarmee (ROA) um General A.A. Wlassow zusammen. Als im März 1943 in Dabendorf bei Berlin eine Propagandaschule der ROA eingerichtet wurde, lud General Wlassow NTS-Ausbilder aus Wustrau ein, die Schule in Dabendorf zu leiten. Von den circa 4.500 Absolventen der Schule wurden bis zu 50 als neue Mitglieder angeworben.
Ab Sommer 1943 begannen die deutschen Besatzungsbehörden mit der Verhaftung und Erschießung von NTS-Aktivisten in den besetzten Gebieten. In verschiedenen Städten Russlands starben dabei etwa 30 NTS-Mitglieder durch Erschießen oder an Entkräftung im Gefängnis.
Um den Einfluss des NTS auf die Russische Befreiungsarmee zu beenden, kam es ab Sommer 1944 zu einer Reihe von Verhaftungen von NTS-Mitgliedern in Deutschland: Mitte Juni 1944 wurden 44 NTS-Aktivisten in Schlesien und dem Generalgouvernement verhaftet, am 24. Juni circa 50 Mitglieder in Berlin, darunter der Vorsitzende des NTS, W.M. Bajdalakow und die drei Mitglieder des NTS-Exekutivbüros D.Brunst, K.Wergun und W.Poremskij. Die dritte Verhaftungswelle am 13. September betraf die Mitglieder des Reserve-Exekutivbüros E.Romanow, M.Olgskij und G.Okolowitsch. Ein Teil der Verhafteten wurde in Konzentrationslager eingewiesen, der andere Teil wurde in Gefängnisse verbracht. Am 4. April 1945 erreichte General Wlassow die Befreiung zumindest der obersten NTS-Führung aus dem Gefängnis am Alexanderplatz in Berlin. Die Mehrzahl der 1943/44 verhafteten ca. 150 NTS-Mitglieder überlebte die Haft nicht.

## 1945–1991
Unmittelbar nach dem Ende des Krieges und der Besetzung Deutschlands bildete sich das neue Zentrum des NTS im Flüchtlingslager Mönchehof bei Kassel. Hier wurde die Zeitschrift Posew (Посев; deutsch: Aussaat) ins Leben gerufen. Später verlegte der NTS seinen Sitz nach Limburg. Von da wurde der Sitz schließlich nach Frankfurt am Main verlegt, wo der NTS fortan den vereinseigenen Possev-Verlag betrieb.
Anfang 1949 wurde als Grundlage für die weitere Untergrundtätigkeit die Molekulartheorie W.Poremskijs angenommen, nach der die einzelnen Zellen von NTS-Mitgliedern im Untergrund untereinander keine Verbindung haben, sondern zentral aus dem Hauptquartier in Deutschland gesteuert werden sollten, sodass das Netzwerk als Ganzes nicht gefährdet sein würde.
Die sowjetischen Sicherheitsorgane haben in den Jahren des Kalten Krieges mehrere Versuche unternommen, Führungskräfte des NTS zu entführen oder zu ermorden oder Anschläge auf NTS-Einrichtungen durchzuführen. Im Herbst 1947 wurde in Berlin Jurij Tregubow entführt und in die UdSSR verschleppt. Im Sommer 1950 misslang ein Anschlag auf Valentina Okolowitsch in Runkel an der Lahn. Im Juni 1951 wurden daselbst drei wohl aus der DDR stammende Agenten enttarnt, die G. Okolowitsch entführen sollten. Im Januar 1954 wurde der KGB-Agent N. Chochlow nach Frankfurt geschickt, um G. Okolowitsch zu ermorden, lief jedoch über und stellte sich den amerikanischen Behörden. Am 13. April 1954 wurde in Berlin der Vorsitzende des Komitees zur Unterstützung russischer Flüchtlinge Alexander Truschnowitsch entführt. Im Juli 1958 wurde ein Sprengstoffanschlag auf ein Wohnhaus in Sprendlingen bei Frankfurt verübt, in dem NTS-Mitglieder lebten. Im Juli 1961 wurde ein Sprengstoffanschlag auf das Gebäude des Possev-Verlages in Frankfurt verübt.
Ab 1951 schickte der NTS von Westdeutschland, Finnland und anderen Gebieten aus zahlreiche Ballons mit Flugblättern nach der Sowjetunion. Die Ballons waren mit einem Mechanismus ausgestattet, der bewirkte, dass in geregelten Abständen immer nur ein Teil der Flugblätter herabgelassen wurde, um sie besser zu verteilen. Die Aktion erwies sich jedoch als ineffizient und wurde 1957 eingestellt.
Im April 1953 wurden acht NTS-Agenten von einem amerikanischen Flugzeug aus per Fallschirm über der Sowjetunion abgeworfen, um dort Untergrundzellen aufzubauen. Sie wurden alle entdeckt und festgenommen. Vier von ihnen wurden zum Tode verurteilt.
Im Jahr 1957 wurde die Organisation umbenannt in Volksarbeitsbund (der russischen Solidaristen) (russ.: Народно-Трудовой Союз (российских солидаристов); Narodno-Trudowoj Sojus (rossijskich solidaristow)) (NTS). Die deutsche Bezeichnung des im Vereinsregister offiziell registrierten Vereins lautete weiterhin NTS – Bund der russischen Solidaristen e. V.
Der NTS betrieb über viele Jahre auch den Radiosender Freies Russland, der von Westdeutschland, Taiwan, Südkorea und Japan aus nach der Sowjetunion strahlte. Im Fernen Osten wurde die Arbeit des Senders in den 1960er Jahren beendet, in Deutschland musste sie 1974 auf Veranlassung der Bundesregierung eingestellt werden.
Der geschlossene Sektor des NTS bildete über Jahre ausländische Studenten aus, die politische und religiöse Literatur in die Sowjetunion schmuggelten. Diese Kuriere trugen die Bezeichnung Adler (russ.: Orly).
Der Possev-Verlag veröffentlichte viele in der Sowjetunion verbotene Samisdat-Werke von Schriftstellern und Dissidenten und trug u. a. dazu bei, die Werke von Alexander Solschenizyn und Boris Pasternak im Westen bekannt zu machen.
Im Zuge der Liberalisierung unter Gorbatschow traten im Jahr 1987 Walerij Senderow in Moskau und Rostislaw Ewdokimow in Leningrad aus dem Untergrund hervor und machten ihre jeweiligen NTS-Gruppen öffentlich. Während des Augustputsches 1991 in Moskau beteiligten sich NTS-Mitglieder aktiv an der Verteidigung des Weißen Hauses. Eine ernsthafte Einflussnahme auf die politischen Ereignisse in Russland blieb dem NTS jedoch verwehrt.

## Seit 1991
Nach dem Zerfall der Sowjetunion zog der Possev-Verlag im Jahr 1992 von Frankfurt nach Moskau, wo er seitdem die Zeitschrift Posew und verschiedene Bücher zu Politik und Geschichte herausgibt. Auch die NTS-Zentrale wurde nach Moskau in die uliza Petrowka 26 verlegt. Im Jahr 1996 wurde der NTS in Russland offiziell als Verein registriert. Seit 1995 sind die Reste der im Ausland lebenden NTS-Mitglieder in einer gesonderten NTS-Auslandssektion mit Sitz in Frankfurt zusammengefasst. Das ehemalige Verlagshaus in Frankfurt-Sossenheim beherbergt das NTS-Archiv und Veranstaltungsräume, die von der Gesellschaft Possev zur Förderung der deutsch-russischen Völkerverständigung e. V. für kulturelle Veranstaltungen genutzt werden.

## Vorsitzende des NTS
- 1930–1934 Sergei Nikolajewitsch von Leuchtenberg
- 1934–1955 Wiktor Michailowitsch Baidalakow
- 1955–1972 Wladimir Dmitrijewitsch Poremski
- 1972–1984 Alexander Nikolajewitsch Artjomow
- 1984–1995 Jewgeni Romanowitsch Ostrowski (Romanow)
- 1995–2008 Boris Sergejewitsch Puschkarjow[1]
- seit 2008 Alexander Nikolajewitsch Schwedow[2]